# José María Flores (militar)
José María Flores (Buenos Aires, 1800 - Rosario (Argentina), 1856) fue un militar argentino, líder federal que combatió a órdenes de Juan Manuel de Rosas.

## Inicios de su carrera militar
Era hijo del fundador de la villa y parroquia de San José de Flores, actualmente un populoso barrio de la ciudad de Buenos Aires. La villa y el barrio llevan su apellido.
A los trece años se enroló como cadete en un regimiento con el que participó en el Sitio de Montevideo. En 1816 se incorporó al Ejército del Norte y combatió contra los federales de la provincia de Santa Fe. Se negó a unirse al motín de Arequito y se retiró a Buenos Aires.
Combatió en la batalla de Cañada de la Cruz, cayendo preso de los santafesinos, y fue liberado algún tiempo después. Estuvo un tiempo en la guarnición de Chascomús, hasta que fue dado de baja, por la reforma militar.
Se incorporó al ejército que participó en la Guerra del Brasil y luchó en la batalla de Ituzaingó en el regimiento de caballería de Ángel Pacheco. A fines de 1827 fue tomado prisionero mientras realizaba exploraciones, y sólo recuperó la libertad después de la firma del tratado de paz.
Después de la revolución de Juan Lavalle en 1828, hizo a sus órdenes la campaña a Santa Fe y participó en la batalla de Puente de Márquez. Terminada la dictadura unitaria, fue destinado al fuerte de Salto, a órdenes de Pacheco, y comabtió las invasiones de los indígenas, especialmente de la parcialidad ranquel. Participó en la campaña contra la Liga del Interior y luchó en la batalla de Fraile Muerto.
Quedó al mando del fuerte de Areco, y en 1833 participó en la campaña de Juan Manuel de Rosas al desierto, como segundo del mismo Pacheco. Fue ascendido a teniente coronel por su desempeño en la misma. Por muchos años fue comandante del fuerte federación, hoy ciudad de Junín. Fue ascendido a coronel.

## La guerra civil de 1840
Al producirse la invasión de Lavalle en 1840 estaba en la ciudad de Buenos Aires, y fue uno de los jefes destacados de la guarnición del cuartel general de Santos Lugares. Dado que era el hombre de confianza de Pacheco, este lo llevó como su segundo en la campaña de persecución de Lavalle, cambatiendo en las batallas de Quebracho Herrado y Sancala a sus órdenes.
Durante la campaña de La Rioja, Pacheco lo envió en ayuda del caudillo mendocino José Félix Aldao, para reforzar sus operaciones contra Lavalle. En marzo de 1841, mientras intentaba cerrarle el camino hacia Catamarca, se encontró con que el coronel Mariano Acha, recién llegado de una fracasada campaña a Santiago del Estero, acampaba sin guardias en Machigasta; lo atacó y lo venció completamente, obligándolo a retirarse a Tucumán.
Se reincorporó a las fuerzas de Pacheco, y a sus órdenes hizo la campaña de Cuyo, peleando como jefe de una de las alas de caballería en la batalla de Rodeo del Medio. Quedó unos meses reorganizando las fuerzas de la provincia de Mendoza, antes de unirse a los ejércitos que regresaron hacia el litoral.
Luchó contra el gobernador Juan Pablo López, de Santa Fe, que acababa de pasarse de bando, alcanzándolo en Colastiné y causándole una terrible derrota en abril de 1842. Hizo la subsiguiente campaña de Entre Ríos, y dirigió el ala izquierda del ejército federal en la batalla de Arroyo Grande.

## Después de Caseros
Prestó servicios por ocho años en el sitio de Montevideo, casi siempre como el jefe de una división de caballería. Al producirse la invasión de Justo José de Urquiza al Uruguay, Manuel Oribe lo envió a proponer un arreglo, pero el entrerriano se negó. Tuvo que retirarse con los otros jefes superiores del ejército sitiador a Buenos Aires, mientras los soldados eran incorporados contra su voluntad en el ejército del entrerriano.
No participó en la batalla de Caseros, sino que acompañó a Pacheco en su negativa a ayudar a Rosas y permaneció en su casa. Urquiza lo nombró comandante de la campaña del norte de la provincia.
Al producirse la revolución del 11 de septiembre de 1852, Urquiza lo contaba como el más firme apoyo para su campaña de recuperación de la ciudad. Pero Flores reconoció al gobierno surgido de la misma. Con el apoyo de los coroneles Cruz Gorordo y Cayetano Laprida, armó la defensa del Arroyo del Medio, contra el posible contraataque de Urquiza.
Su prestigio entre los antiguos rosistas lo hizo el candidato de éstos a gobernador. Prevaleció la postura de los unitarios acérrimos y fue elegido Valentín Alsina, que lo nombró su ministro de guerra. Al pasar el general Paz camino a su frustrada campaña proselitista al interior, Flores lo informó de la situación en Santa Fe; y puso a su disposición tropas para que la invadiera, cosa que no llegó a hacer por el fracaso de la campaña de Manuel Hornos y Juan Madariaga a Entre Ríos.
El gobernador lo envió al interior de la provincia, a reunir tropas para el ejército de Paz, pero Flores se puso de acuerdo con el coronel Hilario Lagos, y el 2 de diciembre se pronunciaron contra el gobernador Alsina. Lagos exigía que este fuera reemplazado por Flores, pero cuando Alsina renunció al gobierno, la legislatura eligió en su lugar a Manuel Pinto. Durante un tiempo, Flores colaboró con el sitio de Buenos Aires, pero —repentinamente y sin informar ni justificarse con nadie— emigró a Montevideo. Llevaba consigo una suma importante de dinero, que tenía para reclutar gente en el campo.
Por un tiempo, los federales aún contaron a Flores como uno de los suyos. Pero a fines de junio de 1853, Flores desembarcó en Baradero, en el norte de la provincia, y comenzó a reunir gente para apoyar al gobierno de Buenos Aires; el dinero que se había llevado ahora era usado en contra de quienes se lo habían entregado. Pocos días atrás, el almirante John Coe había vendido su flota a Buenos Aires. El sitio fue apresuradamente levantado, y Flores fue reincorporado al ejército. Curiosamente, menos de un mes después, era dado de baja nuevamente, sin que se sepa exactamente por qué. No queda nada claro, entonces, por qué hizo su campaña contra Lagos. Volvió a Montevideo, donde nuevamente entró en contacto con los federales de Buenos Aires.

## Últimas campañas
En octubre de 1855 dirigió una campaña contra Buenos Aires, acompañado por los coroneles Baldomero Lamela, Juan Francisco Olmos y Ramón Bustos. Desembarcó en el norte de la provincia, pero no encontró apoyo suficiente, y las fuerzas de Urquiza en Santa Fe no prestaron ninguna ayuda. De modo que se retiró sin combatir a Rosario.
Nuevamente desembarcó en diciembre del mismo año, esta vez en Zárate. Pero esta vez traía aún menos fuerzas; de todos modos, ahora se mantuvo varias semanas en el norte de la provincia, intentando reunir gente. Intentó reunirse con el general Jerónimo Costa, que traía otro grupo y que había desembarcado algo al sur de Buenos Aires. Esta vez la respuesta fue drástica: el gobernador condenó a muerte de antemano a todos los oficiales de cualquier ejército federal, y envió a Bartolomé Mitre a enfrentar a Flores y a Emilio Conesa a atacar a Costa. En vez de unirse a Flores, Costa avanzó hacia el río Matanza; fue alcanzado y vencido. Costa y los demás oficiales rendidos fueron fusilados.
Flores se retiró hacia Santa Fe, y Mitre lo persiguió, penetrando en esa provincia. Antes de que le salieran al cruce fuerzas de la Confederación se retiró, pero se había producido una amenaza de guerra. Justamente por eso, poco después se firmaba un tratado de paz entre Buenos Aires y Urquiza; entre sus condiciones estaba el que la Confederación no permitiría nuevas invasiones a la provincia rebelde. Esta condición se cumpliría hasta la batalla de Cepeda (1859). Para entonces, Flores ya había fallecido.